# Georg Ludwig Jochum
No se refiere al jurista alemán Georg Jochum (1968-)
Georg Ludwig Jochum (Georg-Ludwig Jochum) (Babenhausen, cerca de Augsburgo, 10 de diciembre de 1909-Mülheim an der Ruhr, 1 de noviembre de 1970) fue un director de orquesta alemán.

## Biografía
Hijo de un director, corista y organista estudió en Augsburgo y luego en Múnich. 
En 1932 fue designado director musical de la orquesta de Münster y en 1937 en Plauen. 
En mayo de 1937 se afilió al Partido Nazi del que fue expulsado por falta de pagos en 1941.
Entre 1940-45 fue director de la orquesta y teatro de Linz, donde reagrupó la orquesta Imperial Bruckner, que debutó para el cumpleaños de 1944 de Adolf Hitler y creando las celebraciones del compositor en el monasterio de San Florian.
Después de la guerra fue procesado (Desnazificación) e imposibilitado de trabajar hasta 1948, cuando regresó como director de la Orquesta Sinfónica de Duisburgo.
Estuvo vinculado a la Orquesta Sinfónica de Bamberg, a la que dirigió frecuentemente entre 1948 y 1950, cuando la orquesta fue recién creada y con la que grabó varias sinfonías de Mozart. 
Al igual que su hermano Eugen Jochum, se asocia con la música de Anton Bruckner, de cuyas interpretaciones se conservan grabaciones.  Otros compositores de los que grabó obras son Beethoven, César Franck, Alexander Glazunov, Haydn, Schubert, Shostakovich o Spohr. 
También se editó un disco en el que, con la Orquesta Filarmónica de Estocolmo, acompaña al tenor Jussi Björling en un recital en vivo que tuvo lugar el 18 de julio de 1958 en Estocolmo.